# Eclipse Comics
Eclipse Comics è stata una casa editrice di fumetti statunitense, una delle numerose case indipendenti a cavallo degli anni Ottanta e Novanta. Nel 1978 pubblicò la prima graphic novel per le neonate fumetterie. È stata una delle prime case editrici a offrire royalty e la concessione dei diritti delle serie e dei personaggi ai loro creatori, e la prima società di fumetti a pubblicare trading card.
Eclipse era nota per la grande varietà di serie e di prodotti. Molti sono gli autori famosi che vi hanno debuttato, tra cui Chuck Austen, Donna Barr, Dan Brereton, Chuck Dixon, James Hudnall, Scott McCloud, Peter Milligan, Tim Truman e Chris Ware. Tra gli autori già affermati (o in via di affermazione) che hanno lavorato per la Eclipse ci sono Steve Englehart, Don McGregor, Gene Colan, Mark Evanier e Sam Kieth.
Eclipse è anche conosciuta per il suo ruolo nella storia editoriale dell'acclamata e contestata serie Miracleman e per aver pubblicato, tra gli altri titoli, il primo manga d'importazione negli Stati Uniti, Area 88.

## Fumetti pubblicati (lista parziale)
- Adolescent Radioactive Black Belt Hamsters
- Airboy di Chuck Dixon
- Alien Encounters
- Alien Worlds
- Area 88
- Axel Pressbutton di Pedro Henry, Steve Dillon e Brian Bolland
- Aztec Ace
- Bernie Wrightson, Master of the Macabre di Bernie Wrightson
- Black Terror
- Brought to Light
- California Girls di Trina Robbins
- Clive Barker: Dread di Fred Burke e Dan Brereton
- Clive Barker: The Life of Death di Fred Burke, Steve Niles, Stewart Stanyard e Hector Gomez
- Clive Barker: Son of Celluloid di Steve Niles e Les Edwards
- Clive Barker: Rawhead Rex di Steve Niles e Lionel Talaro
- Clive Barker: Revelations di Steve Niles e Lionel Talaro
- Clive Barker: Tapping the Vein
- Clive Barker: The Yattering and Jack di Steve Niles e John Bolton
- Crossfire di Mark Evanier e Dan Spiegle
- Cynicalman di Matt Feazell
- Detectives, Inc.: A Rememembrance of Threatening Green di Don McGregor e Marshall Rogers
- Detectives, Inc.: A Terror Of Dying Dreams di Don McGregor e Gene Colan
- Destroyer Duck di Steve Gerber, Jack Kirby e Buzz Dixon
- Dinosaurs Attack!
- The Dirty Pair "Biohazards" di Adam Warren e Toren Smith
- The Dirty Pair "Dangerous Acquaintances" di Adam Warren e Toren Smith
- The DNAgents di Mark Evanier e Will Meugniot
- The Dreamery di Donna Barr, Lela Dowling e Lex Nakashima
- Espers e James Hudnall
- Eclipse Magazine
- Eclipse Monthly
- Fashion in Action
- Fusion di Steven Barnes, Lela Dowling, Steve Gallacci, Lex Nakashima e altri
- Giant Sized Mini Comics
- Guerilla Groundhog
- Lo Hobbit di J. R. R. Tolkien adattato da Charles Dixon con disegni di David Wenzel
- Hotspur
- Killer
- Kitz n Katz
- Krazy & Ignatz
- Laser Eraser and Pressbutton
- The Liberty Project di Kurt Busiek e James W. Fry
- Masked Man
- Mai the Psychic Girl
- Miracleman di Alan Moore, Neil Gaiman e altri
- Modesty Blaise: First American Editions
- Ms. Tree di Max Allan Collins e Terry Beatty
- Mr. Monster
- The New Wave
- Night Music di P. Craig Russell
- The Prowler
- Radio Boy
- Ragamuffins
- Real War Stories
- Reid Fleming, World's Toughest Milkman
- The Rocketeer
- Sabre: Slow Fade of an Endangered Species di Don McGregor e Paul Gulacy
- Sabre di Don McGregor e Billy Graham
- Scout di Timothy Truman
- Siegel and Shuster, Dateline 1930s
- Skywolf
- Spaced
- Star Reach Classics
- Stewart the Rat di Steve Gerber, Gene Colan e Tom Palmer
- Storm Watcher
- Strange Days di Peter Milligan, Brendan McCarthy e Brett Ewins
- Surge di  Mark Evanier, Rick Hoberg e Al Gordon
- Tales of the Beanworld di Larry Marder
- Tales Of Terror
- The Three Stooges in 3-D
- Twisted Tales
- Valkyrie
- Villains and Vigilantes
- Weasel Patrol
- Winterworld
- Zooniverse
- Zot! di Scott McCloud